# Sphingonotus corsicus
Sphingonotus corsicus är en insektsart som beskrevs av Lucien Chopard 1923. Sphingonotus corsicus ingår i släktet Sphingonotus och familjen gräshoppor. Inga underarter finns listade i Catalogue of Life.